# Christa Winsloe

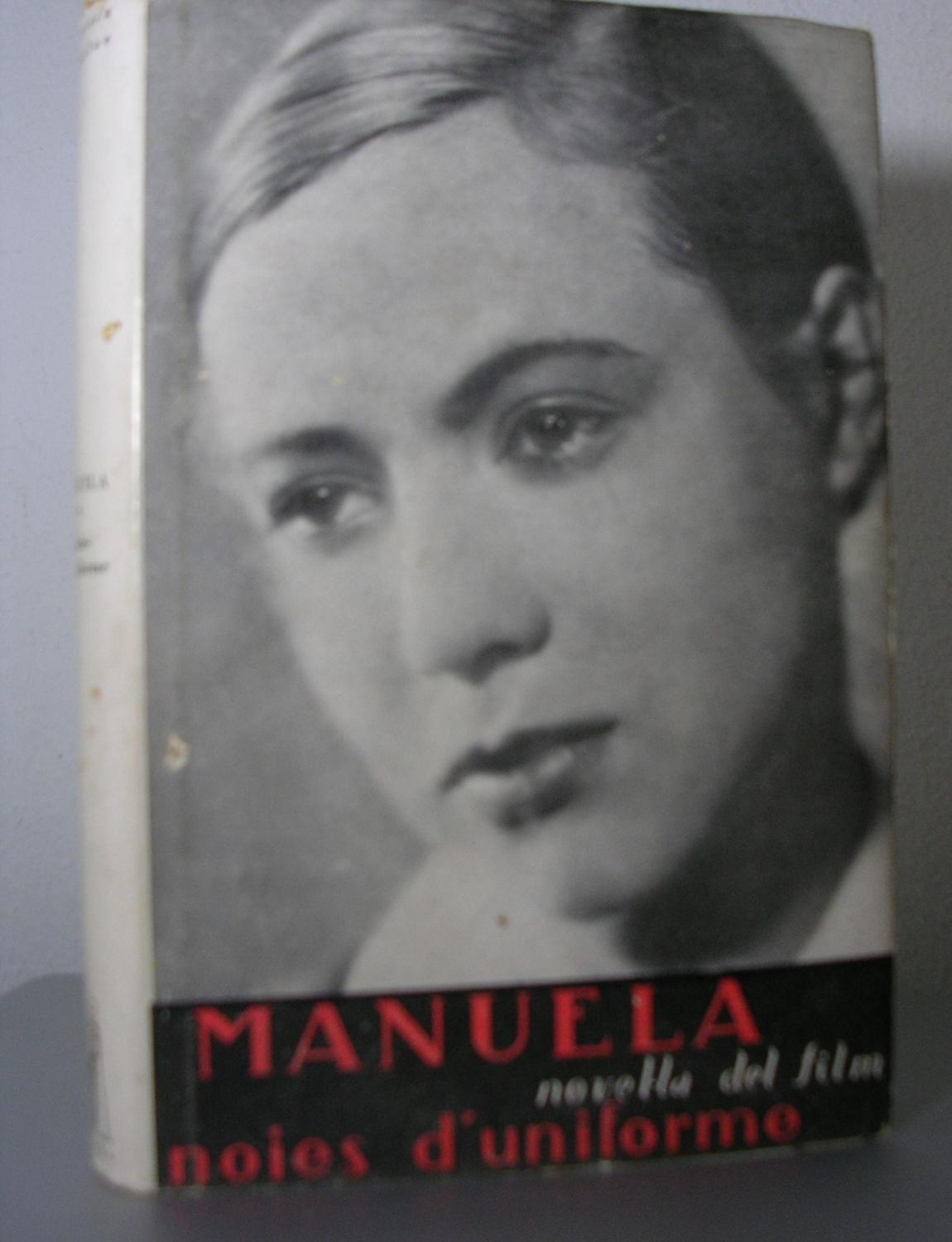
"Manuela. Novel·la del film Noies d'uniforme", 1935

Christa Winsloe (1888-1944) va ser una novel·lista, dramaturga i escultora germano-hongaresa.
Òrfena de mare als 11 anys, va ser internada en un pensionat per a fills de militars, una experiència que la va trasbalsar. Va estudiar a Múnic, on va iniciar la seua carrera com a escultora. Casada, per pressions familiars, amb un baró hongarés, el 1913 va escriure la seua primera novel·la, Das schwarze Schaf ("L'ovella negra"). Divorciada del marit i amb una bona pensió, als anys 20 va viure a Viena, on va publicar una òpera que va obtenir molts èxits, i després al Berlin de la República de Weimar, on va entrar en contacte amb la cultura lesbiana berlinesa i es va fer membre del SPD (Partit Socialdemòcrata Alemany). Allí va escriure Männer kehren heim ("Els homes tornen a casa") i es va relacionar amb la intel·lectualitat i la bohèmia local, entre d'altres amb Klaus i Erika Mann. El 1930 va escriure la peça de teatre Gestern und heute ("Ahir i avui"), en què una alumna d'un pensionat, Manuela von Meinhardis, s'enamora bojament de la seua professora, la senyoreta von Bernburg, que l'any següent seria adaptada al cinema. El 1933, Christa Winsloe va començar una història d'amor amb la periodista americana Dorothy Thompson, una dels primers a entrevistar Hitler i a avisar contra el perill que representava.
Al final de la dècada dels trenta, Winsloe es va mudar a França amb la seua parella, l'escriptora suïssa Simone Gentet, on formà part de la resistència contra els nazis. El juny de 1944, quatre francesos les van abatre a trets en un bosc prop de Cluny. El cap del comando, un tal Lambert, ho justificà acusant-les d'espies al servei d'Alemanya, cosa improbable, ja que els sentiments antinazis de Winsloe eren força coneguts.
El 1931, l'obra teatral susdita, Gestern und heute, va ser duta a la pantalla gran amb el títol Mädchen in Uniform ("Noies d'uniforme"), per Leontine Sagan -amb guió de la mateixa Winsloe-, interpretada per Dorothea Wieck i Hertha Thiele en els papers principals. La pel·lícula, que té un clar missatge antifeixista, és considerada la primera pel·lícula de temàtica lèsbica de la història, i la primera per tant a acabar bé. L'autora la va publicar en format de novel·la el 1933, amb el títol: Das Mädchen Manuela ("La nena Manuela'). I, arran de ľèxit de l'estrena del film, la novel·la es va publicar en moltes llengües, entre d'altres en català, el 1935, en traducció de Pau Cirera, amb el títol: "Manuela. Novel·la del film Noies d'uniforme". El 1958, Géza von Radványi, en va fer un remake amb Lilli Palmer i Romy Schneider.